# José de Mora
José de Mora (ur. 1642 w Baza; zm. w październiku 1724 w Grenadzie) – rzeźbiarz hiszpański epoki baroku.
Był synem malarza Bernardo de Mora, kształcił się w warsztacie ojca, a także u Pedra de Meny i Alonsa Cano. Cano wywarł największy wpływ na jego twórczość. W 1669 wyjechał do Madrytu, gdzie pracował z Sebastiánem de Herrera Barnuevo. W 1672 został nadwornym rzeźbiarzem Karola II, pracował w Madrycie do 1680, kiedy definitywnie wrócił do Grenady.